# Thomas Giraud
Pour les articles homonymes, voir Giraud.
Thomas Giraud, né à Paris en 1976, est un écrivain français. 

### Enfance et formation
Thomas Giraud naît en 1976 à Paris. Il grandit à Paris et à Madagascar.
Sa mère est juriste et son père consultant.
Il obtient un doctorat en droit public.

### Carrière
Il décroche son premier emploi au tribunal administratif de Châlons-en-Champagne dans la Marne puis il devient magistrat à la cour administrative d’appel de Nantes. Thomas Giraud est parallèlement musicien et écrivain,.
Son premier roman, Elisée, avant les ruisseaux et les montagnes, parait en 2016 et raconte la jeunesse d’Elisée Reclus, un géographe français du 19ème siècle qui traversa la France à l'âge de onze ans et devint militant anarchiste et communard,,. L'auteur s'inspire de la correspondance du géographe.
Son deuxième ouvrage, achevé lors de la sortie d'Elisée, avant les ruisseaux et les montagnes, est publié en 2018. La Ballade silencieuse de Jackson C. Frank. Le roman raconte l'histoire de Jackson C. Frank, un chanteur guitariste folk des années 1960, tombé dans l'oubli après avoir enregistré un seul album produit par Paul Simon.
Le Bruit des tuiles, paru en 2019, est lauréat du Prix de la page 111 et nommé au Prix du roman d'écologie 2020,. Il raconte l'échec de Réunion, une utopie communautaire du 19ème siècle : en 1855, Victor Considerant, disciple de Charles Fourier, emmène un groupe de Français et de Suisses coloniser des terres inhospitalières au Texas,.
Avec Bas Jan Ader est son quatrième roman, paru en août 2021. Il est  sélectionné pour le Prix Françoise Sagan 2022 et le Prix Libraires en Seine 2022. Le livre raconte la vie de l’artiste conceptuel Bas Jan Ader, disparu lors d'une performance dans l’Atlantique en 1975,,. « Thomas Giraud s’attache à saisir des vies étonnantes, pensées comme des œuvres et doublement placées sous le signe d’une figure — un homme, un rapport à l’espace. Avec Bas Jan Ader, qui paraît en poche, vient à la fois parachever et déployer l’entreprise romanesque générale » peut-on lire dans Diacritik. 

### Vie privée
Il vit et travaille à Nantes.

## Œuvres
- Élisée, avant les ruisseaux et les montagnes (2016)
- La Ballade silencieuse de Jackson C. Frank (2018)
- Le bruit des tuiles (2019)
- Avec Bas Jan Ader (2021)
- 780 NGF : au dessus du lac et en dessous maintenant avec des dessins de Renaud Buénerd (2022)